# Historiografía armenia de los siglos V-XVIII

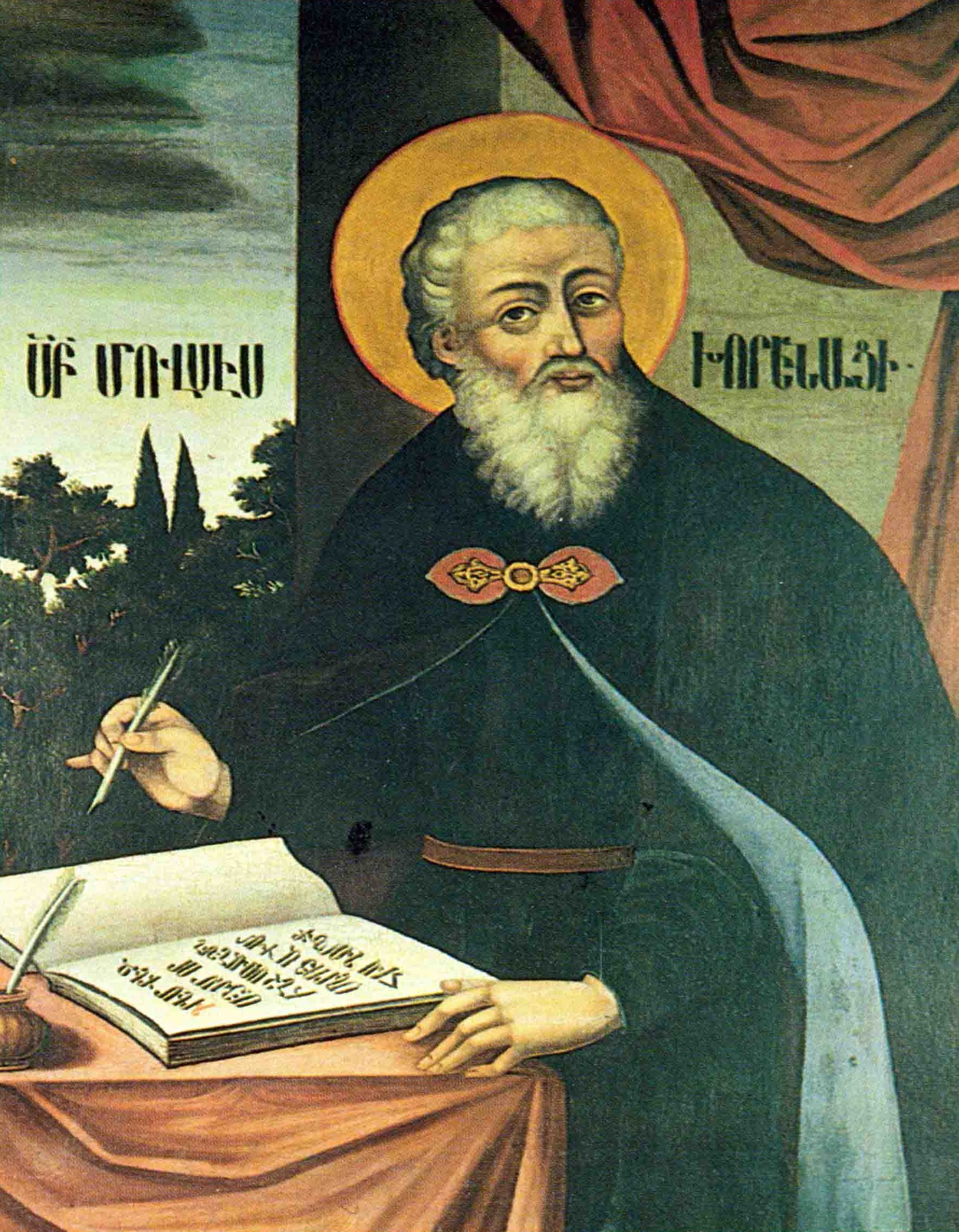
San Moisés de Corene es el "padre de la historiografía armenia". Pintura de Hovnatan Hovnatanyan,.

La historiografía armenia de los siglos V-XVIII es un conjunto de obras de autores armenios de los siglos V-XVIII (crónicas, crónicas y otras fuentes) dedicadas a la historia de Armenia propiamente dicha y que contiene numerosos datos sobre los estados y regiones vecinos: Transcaucasia, Bizancio, Oriente Próximo y Medio. La historiografía armenia, que surgió al final de la antigüedad, ocupó un lugar dominante en la literatura medieval armenia. Los siglos V-XVIII cubren el período antiguo de la historiografía armenia.
Los períodos de declive y aumento de la actividad cultural en Armenia correspondieron a cambios en su situación política. El primer informe sobre la creación de una narrativa histórica en Armenia se remonta al siglo I a. C. Escribir, explicar y preservar la historia del pueblo armenio fue originalmente una de las principales tareas de la clase educada, y el siglo V fue la edad de oro de la literatura nacional. En este momento, existe una tradición historiográfica continua, cuando los autores comenzaron la narración a partir del período histórico o la fecha en que sus predecesores lo dejaron.
A mediados del siglo VI, se introdujo la cronología armenia. A partir del siglo VII, con la conquista árabe, debido a las circunstancias imperantes, las obras de algunos historiadores adquirieron un carácter universal tanto cronológica como geográficamente, y aparecieron el género de las crónicas y la geografía histórica.
Un nuevo aumento en la producción historiográfica ocurrió en los siglos X-XIV, debido principalmente a la restauración del estado armenio, primero por los bagrátidas y luego en Cilicia. En el siglo XIV hubo un período de declive asociado con la invasión de las tribus tártaro-mongolas y la invasión mameluca, que duró más de dos siglos, durante los cuales no se crearon obras históricas serias. La literatura histórica de este período está representada principalmente por pequeñas crónicas y registros memorables de manuscritos. El siguiente renacimiento de la historiografía ocurrió en el siglo XVII. Se considera a Mikael Chamchyan, autor de la Historia de Armenia (1784-1786) en tres volúmenes, como el último gran representante de la historiografía medieval armenia y el predecesor de la ciencia histórica moderna.